# Johnny Thunders
Johnny Thunders, all'anagrafe John Anthony Genzale, Jr. (New York, 15 luglio 1952 – New Orleans, 23 aprile 1991), è stato un cantante, chitarrista e paroliere statunitense di origine italiana.
Thunders fu una delle figure più influenti del rock anni settanta. Oltre a fungere da anello di congiunzione tra il rock decadente di gruppi come Velvet Underground e Stooges e il glam-rock di Marc Bolan e David Bowie, Thunders con i New York Dolls prima e gli Heartbreakers poi contribuì alla nascita del movimento punk aggiornando la figura del rocker ribelle, disperato e solitario tipica della cultura romantica statunitense. Guadagnatosi una vera e propria reputazione di "eroe maledetto del rock" a causa degli eccessi con alcol e soprattutto droghe (eroina), la sua figura viene spesso paragonata a quella di Keith Richards nella "mitologia rock".

## Biografia
Nato da una famiglia di immigrati italiani di seconda generazione originari della provincia di Avellino, appena giovanissimo suona il basso nel suo primo gruppo, chiamato i Johnny & the Jaywalkers, ma ben presto abbandona la band per unirsi agli Actress, ensemble che comprendeva due futuri membri dei New York Dolls, Arthur Kane e Billy Murcia.
Il gruppo cambiò nome in New York Dolls nel 1971 e fu allora che il giovane Genzale scelse il nome d'arte Johnny Thunders.
L'esperienza con i Dolls durò fino al 1975, quando la band si sciolse e Thunders formò, sempre a New York, gli Heartbreakers con Jerry Nolan e Richard Hell.
Nel 1977 la band pubblicò il suo primo e ultimo album, L.A.M.F., a nome Johnny Thunders and The Heartbreakers.
Tra il 1978 e il 1988 Thunders pubblicò vari album solisti.
 Morì nel 1991, nella camera 37 di un albergo del Quartiere Francese di New Orleans, il "St. Peter House".

## Discografia

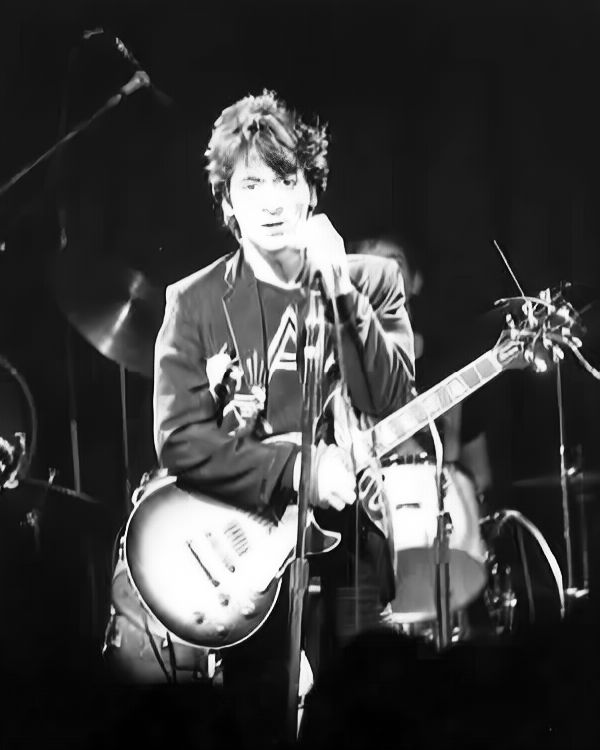
Johnny Thunders nel 1980

### New York Dolls

#### Album studio
- New York Dolls (1973)
- Too Much Too Soon (1974)

#### Album live
- Red Patent Leather (1984)

### The Heartbreakers
- L.A.M.F. (1977, Track)
  - L.A.M.F. Revisited (1984, Jungle)
  - L.A.M.F. The Lost '77 Mixes (1994, Jungle)
- Live at Max's Kansas City '79 (1979, Max's Kansas City Records)
- D.T.K. Live At The Speakeasy (1982, Jungle)
- Live At The Lyceum Ballroom 1984 (1985, Jungle)
- Live At Mothers (1991, Fanclub)
- What Goes Around (1991, Bomp!)
- Vive La Révolution (Live In Paris - Le Bataclan - December 8, 1977) (1992, Skydog)
- Thunderstorm In Detroit (Live At The Silverbird 21/12/80) (2002, Captain Trip Records)
- Down To Kill (2005, Jungle)

### Solista

#### Album studio
- 1978 - So Alone
- 1982 - Diary of a Lover
- 1983 - In Cold Blood
- 1984 - Hurt Me
- 1985 - Que Sera Sera
- 1988 - Copy Cats

#### Album live
- 1991 - Live in Japan
- 1993 - Chinese Rocks: The Ultimate Thunders Live Collection
- 1993 - Saddest Vacation Act. 1
- 1993 - Saddest Vacation Act. 2
- 1994 - Add Water & Stir
- 1997 - Belfast Rocks
- 1999 - Live at Leeds
- 2000 - Panic on the Sunset Strip
- 2000 - Endless Party
- 2000 - Play with Fire
- 2001 - Live & Wasted: Unplugged 1990
- 2005 - Eve of Destruction

### Raccolte
- 1983 - Too Much Junkie Business
- 1987 - Stations of the Cross
- 1990 - Bootlegging the Bootleggers
- 1992 - Have Faith
- 1996 - The Studio Bootlegs
- 1999 - Born To Loose: The Best of Johnny Thunders

### EP e singoli
- 1978 - Dead or Alive
- 1978 - You Can't Put Your Arms Around a Memory
- 1983 - In Cold Blood
- 1984 - Hurt Me
- 1985 - Crawfish
- 1988 - Que Sera Sera (Whatever Will Be Will Be)